# Pierre-Joseph Aerts
Pierre-Joseph Aerts  (Leuven, 26 maart 1809 – Mechelen, 28 juli 1905) was een Belgisch kanunnik en prelaat.
Aerts kwam uit een groot Leuvens gezin en wilde priester worden. De Leuvense universiteit was opgeheven, en in 1827 was er door Willem I der Nederlanden een Filosofisch College opgericht. Dit zinde Aerts duidelijk niet en hij trok naar Parijs. Nadat in 1830 het conflict met Willem I was opgelost, kwam hij terug studeren aan het Grootseminarie van Mechelen. Aerts werd er in 1832 priester gewijd. In 1839 werd hij apostolisch protonotaris. Twee jaar later werd hij de eerste president van het Belgisch college aldaar. 
Van 1843 tot 1853 verbleef hij te Rome als rector van de Sint-Juliaan-der-Vlamingenkerk en studeerde er Kerkelijk recht, maar hij was ook de verbindingspersoon tussen aartsbisschop Sterckx en de Romeinse Curie. In 1862 werd hij doctor in het canoniek recht. In het begin van zijn carrière gaf hij les aan het kleinseminarie te Mechelen. In 1853 werd hij kanunnik van het Sint-Romboutskapittel. Later werd hij deken van het kapittel. In 1905 overleed hij in Mechelen.